# Llei de política lingüística
La llei de política lingüística fou una llei publicada al DOGC núm. 2553, de 9 de gener de 1998 (Llei 1/1998, de 7 de gener, de política lingüística), i al BOE núm. 36, d'11 de febrer de 1998. Aquesta llei consisteix en una reforma de l'anterior Llei de Normalització Lingüística a Catalunya. Segons altres autors es tracta d'una «substitució» de la llei anterior. Fos com fos, no va ser objecte de cap recurs d'inconstitucionalitat.
La Llei va ser votada pel ple del Parlament, amb 102 vots a favor (CiU, PSC, IC i part del grup mixt), 25 en contra (PP i ERC, encara que per raons oposades) i una abstenció (Grup Mixt). Hi va tenir un paper important el pacte de fons entre CiU i el PSC.
La Llei es divideix en diferents capítols, que s'ocupen dels temes següents: l'ús institucional, l'onomàstica, l'ensenyament, els mitjans de comunicació i les indústries culturals, l'activitat socioeconòmica i l'impuls institucional.
El marc jurídic actual de la llengua catalana és determinat per la Constitució espanyola del 1978 i per l'Estatut d'autonomia de Catalunya del 2006, - substancialment modificada pel Tribunal Constitucional el 2010 - que va substituir l'anterior Estatut d'autonomia de Catalunya del 1979. Algunes fonts afirmen que des de l'aprovació d'aquesta norma l'evolució de la comprensió del català entre la població catalana adulta ha passat del 53,1% l'any 1983 al 83,2% el 2012, altres remarquen la importància del debat que va generar la seva aprovació i les de decisions que es van prendre, les quals van portar a la immersió lingüística.